# Kominek Giewontowy
Kominek Giewontowy – jaskinia w Dolinie Strążyskiej w Tatrach Zachodnich. Ma dwa otwory wejściowe położone w północnej ścianie Długiego Giewontu opadającej do Doliny Wielkiej Równi, powyżej Dziury nad Doliną Strążyską, na wysokościach 1410 i 1416 metrów n.p.m. Długość jaskini wynosi 14,5 metrów, a jej deniwelacja 12 metrów.

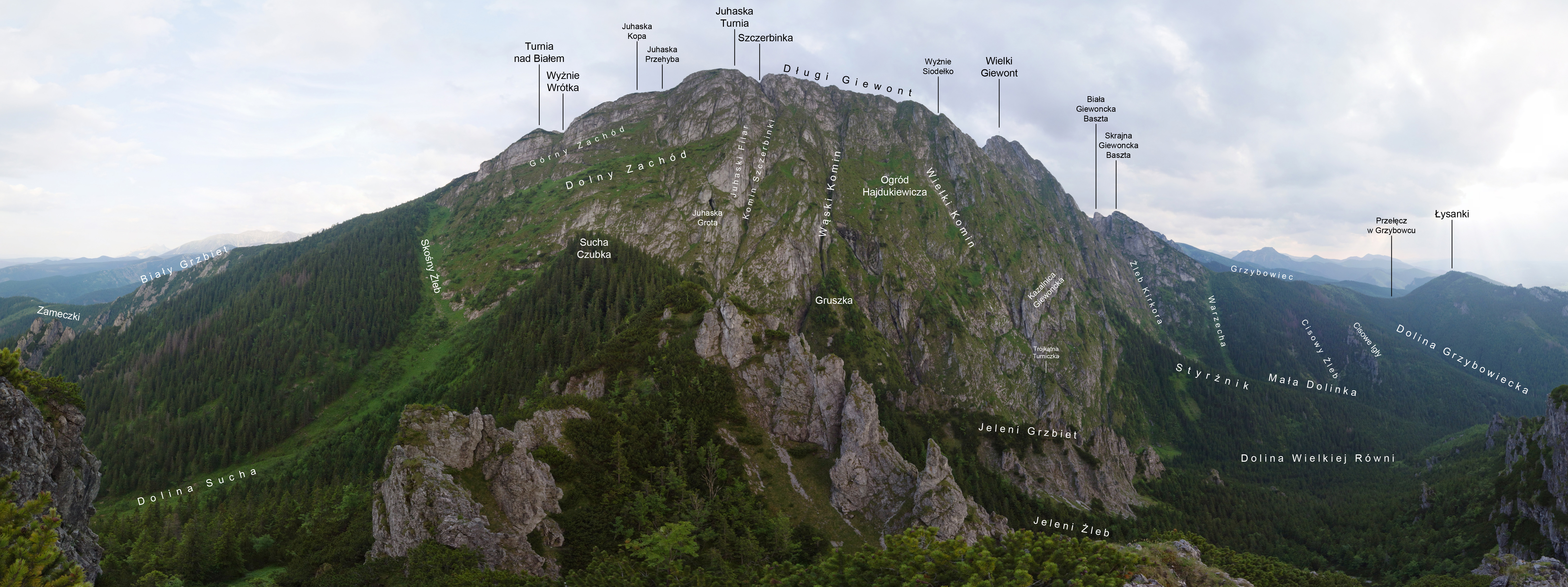
Północna ściana Długiego Giewontu

## Opis jaskini
Jaskinię stanowi szczelinowy kominek zaczynający się w dużym, dolnym otworze wejściowym, a kończący szczeliną nie do przejścia. W połowie jego wysokości znajduje się niewielki otwór górny oraz kilkumetrowy korytarzyk.

## Przyroda
W jaskini występują nacieki grzybkowe. Ściany są suche, rosną na nich glony i porosty.

## Historia odkryć
Otwory jaskini były prawdopodobnie znane od dawna. Pierwszy jej opis i plan sporządziła I. Luty przy współpracy K. Pohoskiego w czerwcu 1980 roku.